# 장산동초등학교 율도분교
장산동초등학교 율도분교는 대한민국 전라남도 신안군 장산면에 있었던 공립 초등학교이다.

## 연혁
- 1951년 3월 15일 가사도국민학교 율도분교 개교
- 1963년 1월 1일 장산국민학교 율도분교장 개편
- 1963년 9월 1일 장산동국민학교 율도분교장 개편
- 1967년 4월 1일 도서벽지학교 '을'급 지정
- 1968년 5월 1일 도서벽지학교 '갑'급 조정
- 1986년 1월 1일 도서벽지학교 '나'급 조정
- 1989년 9월 1일 도서벽지학교 '가'급 조정
- 1996년 3월 1일 장산동초등학교 율도분교 개칭
- 1996년 3월 1일 폐교 및 장산초등학교 통폐합